# Systèmes électoraux et proportionnalité
Pour les articles homonymes, voir Proportionnalité (homonymie).
Les particularités propres à chaque système électoral ont d’importants effets sur la proportionnalité des résultats électoraux par rapport aux votes des électeurs. En cas de déviation entre part de sièges et part de votes, on parle de situation de disproportionnalité.
Le concept de proportionnalité s’inscrit dans la logique de démocratie représentative, système politique dans lequel une assemblée restreinte représente un peuple, une nation ou une communauté. Ces assemblées sont généralement désignées au travers d’élections populaires. Le degré de représentativité d’une assemblée est souvent perçu comme corrélé au degré de proportionnalité. Il est régulièrement avancé que plus le degré de proportionnalité est élevé, plus l’assemblée est représentative du peuple qui l’a élu.
L’importance du concept de proportionnalité a notamment été introduit par John Stuart Mill en 1861 dans son ouvrage Considerations on Representative Government. Selon lui, il est évident que la majorité, au travers de ses représentants, doit prévaloir sur la minorité. Cependant, il est également nécessaire que les minorités aient leurs propres représentants, et ce de manière proportionnelle. Cette logique a pour but de respecter le principe central de la démocratie qu’est l’égalité entre les Hommes. Ainsi, John Stuart Mill s’est positionné en faveur d’un système électoral proportionnel qui serait selon lui plus juste.
En pratique, il est quasiment impossible de retranscrire de manière totalement proportionnelle les votes des électeurs en nombre de sièges. De manière générale, les règles majoritaires conduisent à des degrés de disproportionnalité élevés, tandis que les règles proportionnelles, comme leur nom l’indique, cherchent à distribuer les sièges de manière proportionnelle en fonction du nombre de voix obtenu par les différents partis politiques.

## Effet des règles électorales sur la proportionnalité

### Scrutin majoritaire
Dans le cadre d’un scrutin majoritaire, plusieurs candidats ou listes s’affrontent pour l’obtention d’un ou des sièges en jeu. Le candidat ou la liste ayant obtenu le plus de votes remporte l’élection et donc le(s) siège(s) en jeu. Les autres candidats ayant obtenus moins de voix n’ont pas de siège.

#### Scrutins à un tour
Dans un scrutin majoritaire à un tour, les électeurs ne disposent que d’une seule occasion pour voter. À l’issue de ce vote, le candidat ou la liste ayant obtenu la majorité relative, c’est-à-dire plus de voix que ses concurrents, remporte l’élection.
Ce système peut paraître injuste car un faible écart de voix entre deux adversaires se traduit par un grand écart en termes de sièges obtenus puisque le candidat ou la liste en tête remporte l’intégralité des sièges ou simplement le seul siège en jeu. On admet généralement que le second parti arrivé en tête est sous-représenté par rapport au nombre de voix qu’il a obtenu puisqu’il n’obtient pas de siège. On dit de ce mode de scrutin qu’il favorise le bipartisme, en effet, le vote, comme il n’y a qu’un seul tour, a tendance à se polariser autour de deux candidats/listes et donc autour de deux partis. Cela constitue un barrage à l’émergence d’un troisième parti car les électeurs savent qu’il ne gagnera pas, et donc il serait inutile. Ils préconisent ainsi ce que l’on appelle la stratégie du « vote utile ». Dans les situations où ce troisième parti existe il tend à être sous-représenté, au même titre que le second parti.
L’élection législative au Royaume-Uni est organisée selon cette règle. On vote pour un candidat représentant son parti au sein de sa circonscription. Cette élection n’échappe pas au phénomène du bipartisme car elle tend à se polariser entre le parti conservateur et le parti travailliste.

#### Scrutins à deux tours
Lorsqu’un scrutin se joue sur deux tours, un candidat peut remporter l’élection dès le premier tour s’il remporte la majorité absolue des suffrages exprimés en sa faveur, c’est-à-dire 50 % des voix plus une. Si cette majorité n’est pas atteinte alors un second tour a lieu au sein duquel vont s’affronter plusieurs candidats ou listes selon les conditions prévues par règles institutionnelles de chaque Etat. Généralement on parle de seuil de représentativité qu’il faut atteindre au minima pour envisager le second tour. On parle d’une situation de « ballotage ». Lors du second tour, le gagnant sera désigné à la majorité relative.
Le deuxième tour a pour effet de rendre possible la formation d’alliances entre les partis entre les partis admis au second tour et les partis éliminés. La stratégie des partis encore en course est de rallier à sa cause l’électorat des partis éliminés. Ces alliances permettent de réduire l’effet de distorsion que provoque le scrutin majoritaire car les partis éliminés peuvent tenter de négocier des sièges avec le parti avec lequel ils font alliance, ce qui leur garanti une certaine représentativité. En revanche, les partis éliminés qui ne font pas l’objet d’alliances sont privés de toute représentation. Néanmoins selon Maurice Duverger, ce phénomène de ballotage, qui peut entraîner la formation d’alliance entre les partis gagnants et les partis perdants, a tendance à favoriser la multiplication des partis représentés au premier tour, car ils espèrent rejoindre une alliance au second tour. Le fait que ces partis perdent dès le premier tour et n’obtiennent aucun siège selon la règle n’empêchera pas leur représentation grâce aux alliances. Aussi, l’existence du second tour, permet d’affaiblir la polarisation du vote et le bipartisme que l’on observe dans le cadre du scrutin majoritaire à un tour, car chaque parti conserve ses chances au premier tour.
L’élection législative en France est organisée selon le scrutin uninominal à deux tours. Si un candidat n’a pas obtenu la majorité absolue, c’est-à-dire plus de la moitié des suffrages exprimés, et un nombre de suffrages au moins égal au quart des électeurs inscrits, alors a lieu un second tour. Pour accéder au second tour, les électeurs doivent atteindre un nombre de suffrages égal à 12,5 % des électeurs inscrits. En pratique en France on constate que beaucoup de partis sont représentés au premier tour. On observe également des jeux d’alliances. Si l’on regarde la composition actuelle de l’Assemblée nationale on remarque que le groupe parlementaire appelé UDI, Agir et Indépendants comprend des députés appartenant aux partis Les Républicains, l’UDI, et Agir. Il en est de même pour le groupe parlementaire Gauche, démocrate et républicaine qui regroupe des députés du PCF, du parti Les Verts ainsi que des partis d’outre-mer comme le Parti socialiste guyanais, le Front de Libération de la Polynésie, ou encore le Mouvement indépendantiste martiniquais. Ce phénomène d’alliance permet ainsi la représentation d’une multitude de partis politiques.

### Scrutins proportionnels
Les scrutins proportionnels sont les modes de scrutin le plus répandu dans le monde. Au niveau européen, on la retrouve, par exemple, en Belgique, en Autriche, en Pologne, en Espagne ou encore dans les pays scandinaves. La représentation proportionnelle prend généralement la forme d’un scrutin plurinominal ou de liste à un tour. Les sièges à pouvoir sont répartis entre les listes au prorata des suffrages obtenus par chacune. À ce titre, la représentation proportionnelle semble permettre une représentation plus fidèle de l’opinion publique, ou tout du moins des votes exprimés, que les modes de scrutins majoritaires. En effet, elle a été imaginée pour promouvoir une représentation exacte. Ainsi, elle favorise le multipartisme et la représentation de tous les partis même les plus minoritaires. 
Néanmoins, Michael Gallagher explique que la disproportionnalité de la représentation, à la suite d'une élection, est quasiment inévitable. En effet, la représentation pure et parfaite consisterait à octroyer à un parti politique un nombre de sièges strictement proportionnel au nombre de voix qu’il a récolté. Pour que cette représentation puisse exister, il faudrait que le pays ne forme qu’une seule et même circonscription. Selon Maurice Duverger, les modifications apportées à ce système afin de le rendre fonctionnel en atténue l’exactitude. Au regard de la pratique des États, on constate que la proportionnalité ne peut être que relative.
La représentation proportionnelle se divise en un certain nombre de méthodes, dont les plus importantes seront abordées ici. Chacune de ces méthodes tente de minimiser les effets de la disproportionnalité et ainsi, se rapprocher le plus possible de la représentation proportionnelle pure et parfaite. L’allocation des sièges diffère d’une méthode à une autre car chacune d’elles conçoit la notion de proportionnalité de manière différente.

#### Méthodes par diviseurs
Les méthodes par diviseurs peuvent aussi être appelées "Méthodes à la plus forte moyenne".
Méthode D'Hondt
La méthode D’Hondt a été imaginée par le professeur Victor D’Hondt, de l’université de Gand. Il s’agit de la méthode de représentation proportionnelle la plus utilisée en Europe. On la retrouve en Autriche, en Finlande ou en Pologne. Elle est également à l’œuvre dans certains pays à l’occasion des élections européennes. La méthode D’Hondt, fait partie de la catégorie des méthodes par diviseur. Le nombre de voix obtenu par chaque parti est successivement divisé par les diviseurs 1 ;2 ;3 ; … jusqu’à ce que le dernier diviseur soit égal au nombre de sièges à pourvoir. Par exemple, s’il y a huit sièges disponibles, chaque liste verra son nombre de voix divisé par 1 ;2 ;3 ;4 ;5 ;6 ;7 et 8. Par la suite, les listes qui auront obtenu les huit plus fort quotients remporteront les sièges.
Cette méthode se rapproche de la méthode de Jefferson dans le sens où elles produisent les mêmes résultats. Dans la méthode de Jefferson, du nom de son inventeur Thomas Jefferson, on procède à deux répartitions de sièges. Dans un premier temps, on calcule le quotient électoral (nombre de voix/nombre de sièges à pourvoir). Par la suite, on divise le nombre de voix obtenu par chaque liste par le quotient électoral. Le nombre obtenu, arrondi à l’entier inférieur, représente le nombre de sièges obtenu par chaque liste. Les sièges restants sont attribués à la plus forte moyenne. On divise le nombre de voix obtenu par chaque liste par le nombre de sièges qui lui a été attribué à la première répartition plus un. Le parti qui obtient la plus forte moyenne remporte un siège. Les opérations sont répétées pour toute attribution de siège et ce jusqu’à ce qu’il n’en reste plus.
Partant du principe que la disproportionnalité est inévitable, c’est-à-dire que des partis doivent être surreprésentés et d’autres sous-représentés, la méthode d'Hondt ou de Jefferson tente de minimiser la surreprésentation du parti susceptible d’être le plus surreprésenté. Ici, la surreprésentation renvoie au fait qu’un parti ait obtenu un nombre de sièges proportionnellement supérieur au nombre de suffrages exprimés à son égard. Étant donné que les plus petits partis sont susceptibles d’être les plus surreprésentés, cette méthode favorise les grands partis et limite la fragmentation partisane. Les méthodes qui rendent la représentation des plus petits partis difficiles étant considérées comme plus restrictives et plus disproportionnelles, la méthode d'Hondt ou de Jefferson peut être perçue comme la moins proportionnelle des méthodes de représentation proportionnelle.
Méthode de Sainte-Laguë
La méthode de Sainte-Laguë reprend le système des diviseurs de D’Hondt. Néanmoins, le nombre de voix obtenu par chaque liste est successivement divisé par des nombres impairs 1 ;3 ;5 ; …. À l’inverse de la méthode D’Hondt ou de Jefferson, la méthode de Sainte-Laguë favorise les petits partis et handicape les grands. En effet, le diviseur augmentant et la moyenne des voix obtenues par les plus grands partis diminuant plus rapidement, cela laisse plus de chances aux petits partis d’obtenir des sièges. Néanmoins, en favorisant les petits partis, cette méthode entraine une forme d’instabilité gouvernementale. C’est pour cette raison que la méthode de Sainte-Laguë n’est plus utilisée en Europe. Les pays du Nord de l’Europe, tels que le Danemark, la Norvège ou encore la Suède, appliquent la méthode de Sainte-Laguë modifiée. Celle-ci suit les mêmes caractéristiques mathématiques à l’exception du premier diviseur qui devient 1,4 au lieu de 1. Cette version modifiée de la méthode de Sainte-Laguë favorise les partis de taille moyenne.

#### Méthode au plus fort reste
Dans le contexte d’un scrutin de liste à la proportionnelle, la méthode au plus fort reste fonctionne selon un quotient. Elle est aussi appelée méthode de Hamilton.
Quotient de Hare
La manière la plus simple de calculer le quotient est celle du quotient de Hare, avec un rapport entre le nombre de sièges disponibles et le nombre de voix total. Cette méthode est notamment utilisée en Allemagne, en Autriche, en Belgique, au Danemark, en Grèce, en Islande, et en Italie. Les sièges sont attribués en fonction du nombre de fois où le nombre de votes obtenus par un parti compte le quotient. Les sièges restants sont attribués aux partis comptant le plus fort reste une fois le quotient soustrait à leur nombre de voix, une ou plusieurs fois.
Quotient de Droop
Il existe d’autres versions du quotient. Le quotient de Droop correspond à un rapport similaire à celui de Hare, sauf qu’on ajoute une unité à la fois au quotient et au nombre de sièges disponibles. Il a pour effet de favoriser les plus grands partis par rapport au quotient de Hare. .
Quotient de Hagenbach-Bischoff
Le quotient de Hagenbach-Bischoff correspond à celui de Droop, sauf qu’il n’y a pas d’unité ajoutée au quotient, mais seulement au nombre de sièges disponibles. Elle permet de mieux protéger des partis ayant obtenu un nombre de voix conséquent d’une répartition des sièges à leur désavantage.
Quotient d'Imperiali
Le quotient d’Imperiali a été utilisé dans le passé, mais l’est peu aujourd’hui à cause de la possibilité d’inconsistances mathématiques conduisant à un nombre de sièges attribués plus important que le nombre réel de sièges disponibles. Il se calculait en ajoutant deux unités au nombre total de sièges disponibles.

#### Scrutin à vote unique transférable
Le système de Hare est aussi le nom donné au scrutin à vote unique transférable. Ce système est par exemple utilisé en Irlande et à Malte. Les électeurs dressent une liste ordonnée de candidats. Un quotient est calculé dans la même perspective que pour la méthode au plus fort reste. C'est souvent le quotient de Droop qui est choisi.
Si le nombre de voix obtenues par un candidat dépasse le quotient, ce candidat est élu et le reste de ses voix est réparti selon les deuxièmes choix des électeurs. Quand aucun candidat ne dépasse le quotient, le candidat qui a reçu le moins de voix est éliminé et ses voix sont réparties selon les deuxièmes choix des électeurs. Ce procédé est répété jusqu'à ce que tous les sièges soient attribués.

#### Mesures de la (dis)proportionnalité
Afin de mesurer la proportionnalité d’une élection, il convient en fait de quantifier la disproportionnalité. Il s’agit de mesurer à quel degré le nombre de sièges remportés par chaque parti lors d’une élection diffère d’une répartition qui serait parfaitement proportionnelle.
Les méthodes utilisées pour mesurer cette disproportionnalité sont variées : l’indice Loosemor-Hanby, l’indice Gallagher, ou encore l’indice Sainte-Laguë.
Par exemple, en 2016, le Comité Spécial canadien sur la réforme électorale a recommandé la mise en place d’un système électoral ne dépassant pas un indice Gallagher de 5. Cet objectif correspond à un degré de proportionnalité bien plus élevé que celui atteint aux élections législatives canadiennes de 2015 lors desquelles l’indice Gallagher était de 12.
Les méthodes de mesures de la disproportionnalité et les formules d’attribution des sièges sont inextricablement liées. En effet, chaque méthode d’attribution de sièges induit une mesure de disproportionnalité qui lui est propre. Il y a deux grandes catégories de mesures de disproportionnalité qui correspondent aux deux types de méthode de répartition. La première catégorie se base sur la différence absolue entre les sièges et les votes d’un parti, tout comme le fait la méthode aux plus forts restes. Les mesures de la deuxième catégorie s’intéressent au rapport entre les sièges d’un parti et ses votes, tout comme les méthodes à la plus forte moyenne.
L’indice de Loosemor-Hanby, basé sur la méthode aux plus forts restes, est calculé en soustrayant, pour chaque parti, la part de sièges à la part de votes, puis en additionnant les valeurs absolues, et enfin en divisant par deux.
Pour l’indice de Gallagher, également basé sur la méthode aux plus forts restes, il s’agit de mettre au carré la différence entre la part de votes et la part de sièges pour chaque parti, puis de faire la racine carrée de la demi-somme des carrés obtenus.
L’indice de Sainte-Laguë est quant à lui basé sur la méthode à la plus forte moyenne. Il se calcule en divisant, pour chaque parti, la différence au carré entre part de sièges et part de votes par la part de votes, puis en faisant la somme des résultats obtenus pour chaque parti.
À noter qu’il existe d’autres méthodes présentant chacune ses propres particularités, telles que l’indice de Rae ou encore l’indice de Lijphart.

## Autres facteurs influençant la proportionnalité
Pour analyser la proportionnalité d’un système électoral, il faut tenir compte de la signification du mot ‘système’. Celui-ci fait référence à une notion fonctionnaliste, car il représente une structure d’éléments qui forme un tout organisé dans lequel chaque élément influence la proportionnalité d’une manière ou d’une autre.
La formule électorale est l’élément le plus important pour analyser la proportionnalité d’un système électoral. Néanmoins, on ne peut attribuer toute la responsabilité à cet élément, car d’autres facteurs sont aussi très importants.

### Les circonscriptions électorales
La magnitude de la circonscription représente le rapport entre le nombre de sièges à pourvoir dans chaque circonscription et le nombre d'électeurs y résidant. Il existe des systèmes avec un membre par district ou avec plusieurs membres par district et de systèmes dans lesquels le pays forme un district unique. La taille du district est très importante pour déterminer la proportionnalité du système électoral pour plusieurs raisons.
Plus grande est la circonscription, plus l’issue du scrutin sera proportionnelle. Par conséquent, les systèmes avec un district électoral national et avec une formule électorale proportionnelle se rapprocheront le plus d’une situation de proportionnalité parfaite.
La proximité entre l’électeur et le représentant est plus grande lorsque la circonscription est plus petite. Cela peut faciliter un choix personnel lors du vote.
Plus une circonscription est petite plus on observe une tendance au vote utile.
Le « Gerrymandering »  est une stratégie de découpage des circonscriptions, premièrement apparu aux Etats-Unis. Elle consiste à diviser une circonscription de manière à influencer l’issue du scrutin (selon les préférences idéologiques de certains territoires). Par exemple on peut retrouver plusieurs îlots démocrates dans un territoire républicain.
La disproportionnalité peut augmenter lorsque le nombre de sièges à pourvoir dans chaque district est fixé de manière égalitaire et indépendamment de son poids démographiques. Des petits districts, en termes de population peuvent ainsi être sur-représentés. Ce phénomène peut être affaibli si on redistribue les sièges dans chaque district proportionnellement à sa démographie. C’est le cas de l’Espagne dans les élections générales législatives avec la sur-représentation des zones rurales

### Taille du Parlement
La taille du Parlement renvoie au nombre de sièges qui le compose. En fin de compte, plus il y a de sièges, plus le système est proportionnel. Cependant, ce facteur dépend également d’autres éléments du système (par exemple, la répartition des nouveaux sièges entre les circonscriptions).

### Seuil électoral
Le seuil électoral représente le minimum de votes qu’un candidat ou parti politique doit avoir pour obtenir un siège. La conséquence la plus importante de cet élément dans la proportionnalité du système électoral est qu’il peut empêcher la représentation des petits partis politiques. Cependant, cet élément est seulement à prendre en compte dans les systèmes proportionnels. Le seuil électoral peut être institutionnalisé au niveau national ou dans chaque district, ou de manière mixte (aux deux échelons). On distingue le seuil légal du seuil effectif. Le seuil légal correspond au nombre de voix nécessaires pour obtenir un siège selon la loi électorale. Le seuil effectif correspond simplement au quotient électoral. Quand le seuil légal est supérieur au seuil effectif, cet élément influe sur la proportionnalité du système électoral. Ce choix peut être fait dans le but d'éviter la fragmentation du paysage politique.

### Mode de vote
Le mode de vote détermine la forme du vote. On peut distinguer le vote catégoriel  (par exemple aux Etats-Unis ou Royaume-Uni), où les participants doivent choisir une liste de candidats, du vote hiérarchisé(par exemple en Irlande ou à Malte) où les participants peuvent choisir entre tous les candidats et créer un ordre de préférence.